# Ariodante (Orlando furioso)
Ariodante è un personaggio dell'Orlando Furioso di Ludovico Ariosto. Le sue vicende sono narrate nei canti V, VI e XVIII.

## Il personaggio nelFurioso

### L'amore per Ginevra
Ginevra, figlia del re di Scozia, è amata da Ariodante, giovane e nobile eroe. Polinesso, duca d'Albania (Albany), vorrebbe anch'egli giungere al suo cuore ma Ginevra, innamorata di Ariodante, lo rifiuta. Il duca mette allora in atto un piano: dopo aver corrotto Dalinda, una damigella della principessa, fa credere ad Ariodante e a suo fratello Lurcanio di avere una relazione con Ginevra. Ariodante, sconfortato, fugge. Polinesso decide poi di sbarazzarsi di Dalinda, ma il paladino Rinaldo,  approdato sulle coste di Scozia a causa di una tempesta, salva la vita alla damigella prima che essa possa venire uccisa dai due sicari del duca. Dalinda racconta le sue disavventure a Rinaldo. Ariodante, dopo essere sopravvissuto a un tentato suicidio, perde di vista Lurcanio. Più avanti, a causa di altre macchinazioni di Polinesso, i due fratelli si sfideranno a duello senza essersi riconosciuti e Ginevra rischierà di essere bruciata sul rogo ma grazie all'intervento decisivo di Rinaldo il diabolico disegno viene sventato. Il duca muore quindi per mano del paladino franco; Lurcanio, Ariodante e Ginevra si riconciliano. In più Ariodante diventa il nuovo duca d'Albania.

### Difesa di Parigi e morte di Lurcanio
Ariodante e Lurcanio accorrono poi insieme a Zerbino (il principe di Scozia fratello di Ginevra) in difesa di Parigi assediata dai Mori, al fianco dei paladini di Carlo Magno. I due fratelli combattono valorosamente, ma durante una ritirata dei nemici Lurcanio è ucciso da Dardinello, il più giovane dei sovrani saraceni. Ariodante sopravvive, ma ostacolato dalle schiere dei due eserciti non riesce a vendicare il fratello; prima di lui arriva sul posto Rinaldo, che uccide il re pagano.
«Non è da domandarmi, se dolere

se ne dovesse Arïodante il frate;

se desïasse di sua man potere

por Dardinel fra l’anime dannate:

ma nol lascian le genti adito avere,

non men de le ’nfedel le battezzate.

Vorria pur vendicarsi, e con la spada

di qua di lá spianando va la strada.»
(Orlando furioso, canto XVIII, ottava 56)

## Opere liriche basate sulla figura dell'eroe
- Ariodante (1734), opera seria in tre atti di Georg Friedrich Händel, presentata per la prima volta l'8 gennaio 1735 al Covent Garden di Londra
- Ariodant (1799), di Etienne Méhul
- Ginevra di Scozia, dramma eroico per musica di Simon Mayr, messo in scena per la prima volta il 21 aprile 1801 al Teatro Nuovo di Trieste